# Tiglachin
Tiglachin ou le monument Tiglachin (amharique: ትግላችን, en français : notre lutte)  est un monument à la mémoire des soldats éthiopiens et cubains ayant participé à guerre de l'Ogaden. Il fut érigé sous Mengistu Haile Mariam sur l'avenue Churchill à Addis-Abeba. Le monument est composé de divers éléments: une statue centrale, un grand pilier, deux reliefs muraux sur les côtés et deux squares où les portraits de soldats cubains sont visibles.

## Description

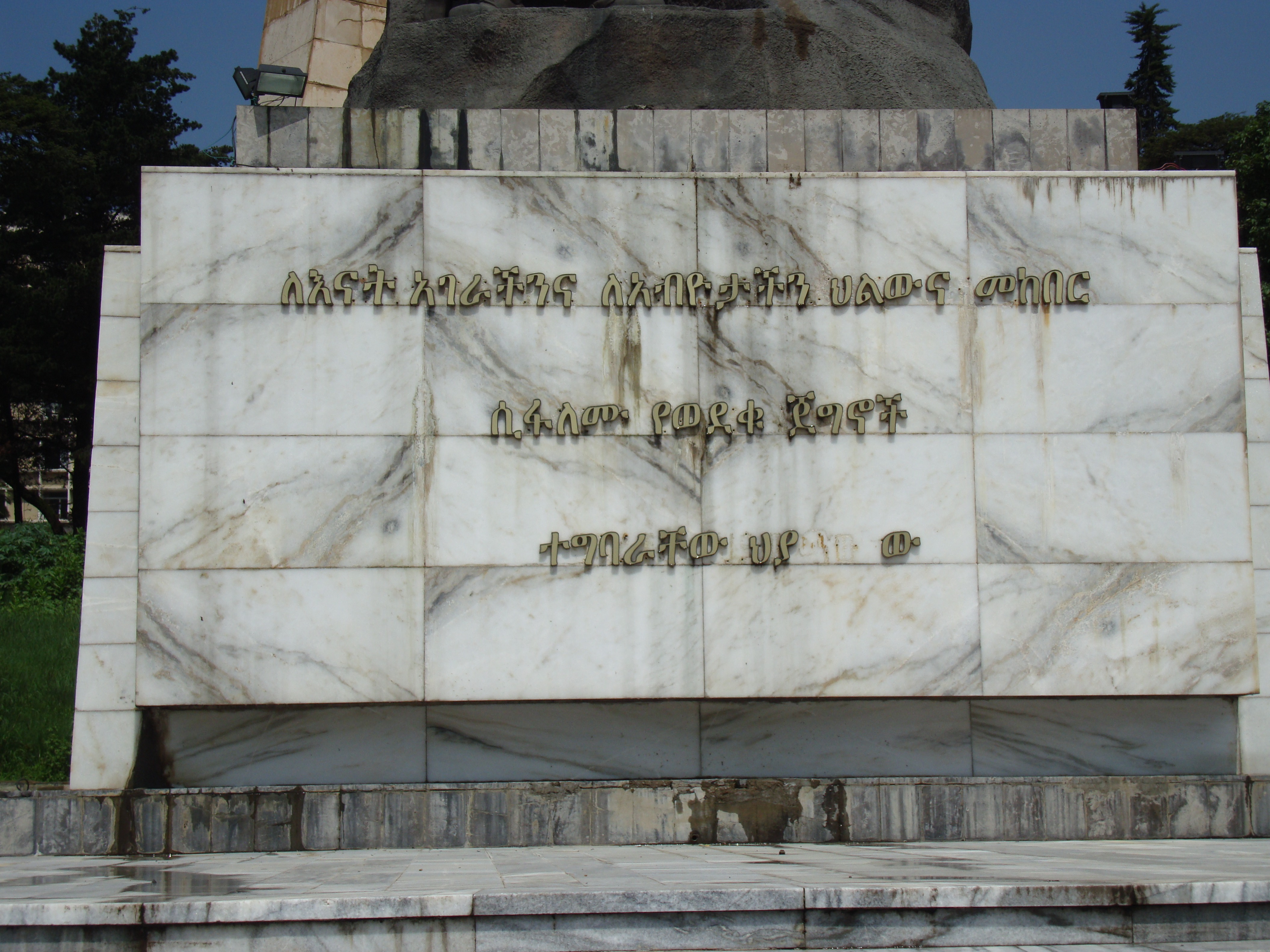
Inscription sur le piédestal

La statue centrale représente trois personnes armées (deux hommes et une femme) ainsi que le drapeau symbole du marxisme. Elle se trouve sur un piédestal sur lequel on peut lire en amharique:
"ለእናት አገራችንና ለአብዮታችህ ህልውና መከበር
ሲፋለሙ የወደቁ ጀግኖች
ተግባራቸው ህያ   ው"
Il est probable que des caractères manquent pour la dernière ligne étant donné l'espace vide que l'on aperçoit, la véritable version pourrait donc être: ተግባራቸው ህያው ነው. L'inscription signifie:
"Les actions des héros tombés lors de la lutte pour la vie et le respect de notre mère patrie et de notre révolution sont immortelles."
Le grand pilier à l'arrière est décoré d'une étoile rouge à son sommet et d'une étoile avec le marteau et la faucille ainsi que deux épées, tous ces éléments sont des symboles à nouveau du régime marxiste alors au pouvoir. À la gauche et à la droite de ce pilier se trouve de reliefs muraux. Le relief mural de gauche, très marqué par le style marxiste, représente le processus révolutionnaire avec Mengistu Haile Mariam (en haut à gauche) en uniforme militaire à sa tête. À droite, on reconnaît le Negusse Negest Haile Selassie I à cheval, ignorant la population souffrant de la famine, puis en se déplaçant vers la gauche, on remarque les protestations avec une inscription anglaise « Down with imperialism » (À bas l'Impérialisme) ainsi que quelques manifestants renversant le trône, symbole de l'Empire éthiopien. Enfin, à gauche, le peuple semble « libéré » et prêt à soutenir son armée. Le relief mural à droite du pilier, également marqué par le style marxiste, représente de manière plus général, le peuple éthiopien « guidé » par Mengistu Haile Mariam, en arrière-plan, on aperçoit divers bâtiments dont la Banque nationale d'Éthiopie (à droite). Enfin, plus loin vers la gauche et vers la droite des deux fresques se trouvent deux petits carrés où l'on peut voir les portraits de soldats cubains présents lors du conflit en raison de l'alliance entre le régime éthiopien et celui de Fidel Castro.